# 卡尔韦拉
卡尔韦拉（義大利語：Calvera），是意大利波坦察省的一个市镇。总面积15平方公里，人口454人，人口密度30.3人/平方公里（2009年）。ISTAT代码为076016。